# Parc national Jeannette Kawas
Pour les articles homonymes, voir Jeannette Kawas et Kawas.
Le parc national Jeannette Kawas (initialement Parc national Punta Sal) est un parc national du Honduras créé en 1994.
Le parc a été créé par la fondation PROLANSATE (protection de  Lancetilla, Punta Sal et Texiguat) qui est également l'organisme gestionnaire du parc.
Le parc est désigné site Ramsar le 28 mars 1995.

## Toponymie
Le parc a été renommé en hommage à Jeannette Kawas, présidente du PROLANSATE et militante pour l'environnement. Elle a été assassinée pour son action visant à empêcher la plantation d'huile de palme.